# 国際連合機関

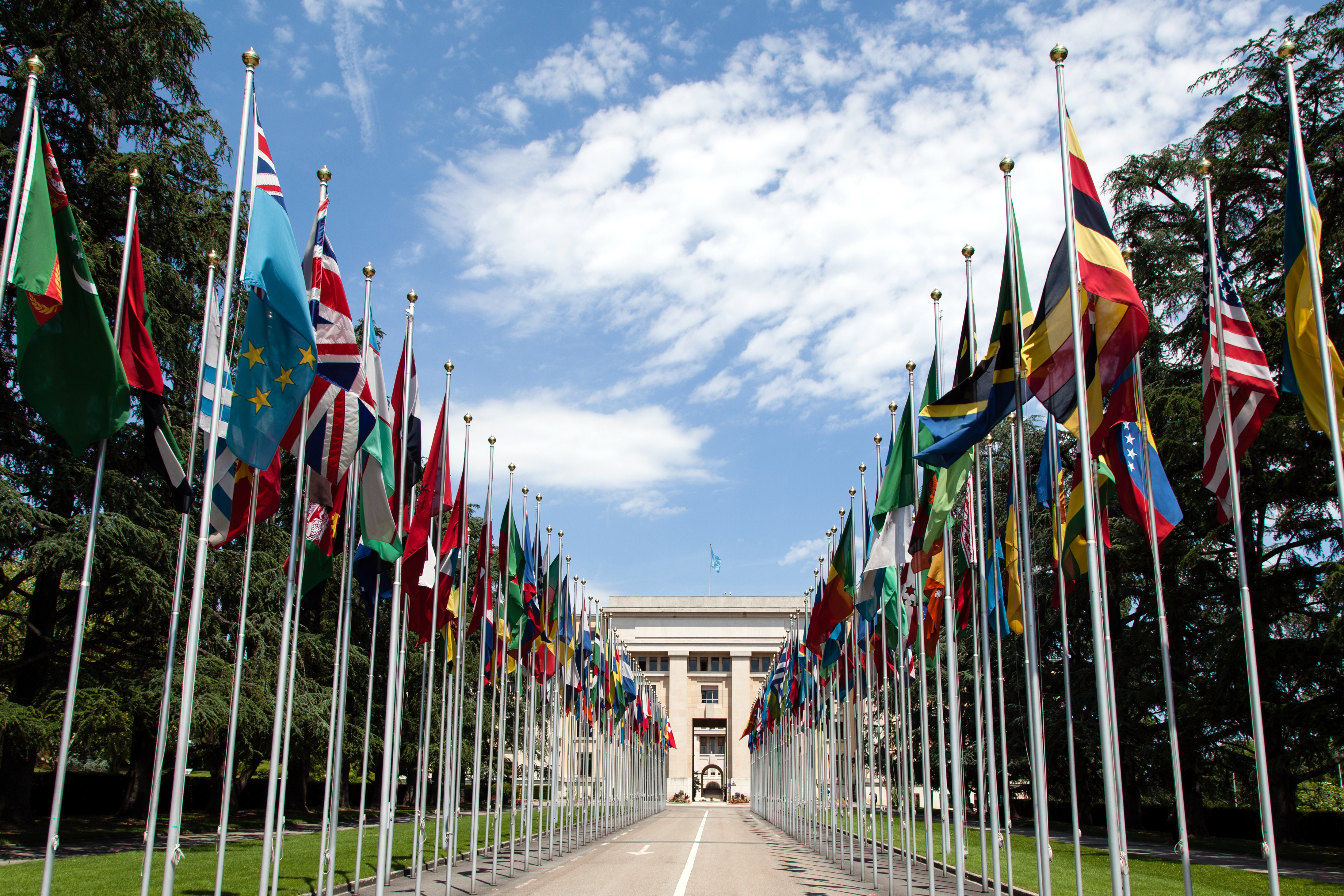
国際連合ジュネーブ事務局

国際連合機関（こくさいれんごうきかん、英: United Nations organizations）とは、国際連合を構成する六つの主要機関と補助機関および、国際連合と連携関係にある国際機関の総称である。国際連合と連携関係にある国際機関のうち、特に、国際連合との間で「連携協定」を結んでいる機関は専門機関と呼ばれる。

## 主要機関
国際連合の中心となる6つの主要機関（principal organs）に以下がある。総会の決議も国連の組織内にしか拘束力は及ばず、加盟国に対しては勧告に留まり、国際連合安全保障理事会の決議が唯一加盟国を法的に拘束する力を持つため、事実上の最高意思決定機関となっている。
また2006年6月に「Council（理事会）」を称する機関として、国際連合人権理事会（United Nations Human Rights Council：UNHRC）が設置されている。
| 国際連合総会 （United Nations General Assembly） — 国際連合加盟国の本会議 —                                            | | 国際連合事務局 （United Nations Secretariat） — 行政組織機構 —                                                                     |  | 国際司法裁判所 （International Court of Justice） — 国際法一般を扱う裁判所 — |  |  |
| UN General Assembly hall                                                                                               | Headquarters of the UN in New York City                                                            | International Court of Justice |  |                                                                              |  |  |
| - 安全保障理事会の非常任理事国の選出、経済社会理事会の理事国の選出、事務総長の選出、国際司法裁判所の判事の選出を行う。 | - 国際連合本体業務を統括する。                                                                     | - 当事者たる国家により付託された国家間の紛争について裁判を行う。                                                                   |  |                                                                              |  |  |
| | | |  |                                                                              |  |  |
| 国際連合安全保障理事会 （United Nations Security Council） — 国際的な安全保障問題を扱う —                              | 国際連合経済社会理事会 （United Nations Economic and Social Council） — 世界経済と社会問題を扱う — | 国際連合信託統治理事会 （United Nations Trusteeship Council） — 信託統治を扱う —                                                   |  |                                                                              |  |  |
| UN security council | UN Economic and Social Council                                                                     | UN Trusteeship Council |  |                                                                              |  |  |
| - 5か国の常任理事国と10か国の非常任理事国で構成される。                                                                | - 国際連合総会で選出された54か国で構成される。                                                     | - 1994年に最後の信託統治地域であったパラオが独立を果たしたためほぼ業務を終了した。今後は必要がある時に会議が開かれるとされている。 |  |                                                                              |  |  |

### 国際連合事務局
- 国際連合ジュネーブ事務局（UNOG）
- 国際連合ナイロビ事務局（UNON）
- 国際連合ウィーン事務局（UNOV）

### 人権理事会
以前の国際連合人権委員会（United Nations Commission on Human Rights：UNCHR）を発展させて設立された。形式上は総会の下部組織とされている。

## 基金・計画・調査・訓練/研究所他
国際連合における基金（Funds）、計画（programmes）、調査（research）、訓練/研究所（training institutes）他の組織として以下がある。
直接、国際連合総会に報告する。国際連合総会の決議によって設立される。

### 基金・計画
| 名称                     |                                                        | 本部              | 代表                 | 設立   |  |
| ------------------------ | ------------------------------------------------------ | ----------------- | -------------------- | ------ |  |
| 国際連合開発計画         | UNDP：United Nations Development Programme             | 米国 ニューヨーク | Achim Steiner        | 1965年 |  |
| 国際連合児童基金         | UNICEF：United Nations Children's Fund                 | 米国 ニューヨーク | Catherine M. Russell | 1946年 |  |
| 国連資本開発基金         | UNCDF：United Nations Capital Development Fund         | 米国 ニューヨーク | Marc Bichler         | 1966年 |  |
| 国際連合世界食糧計画     | WFP：World Food Programme                              | イタリア ローマ   | David Beasley        | 1963年 |  |
| 国際連合環境計画         | UNEP：United Nations Environment Programme             | ケニア ナイロビ   | Inger Andersen       | 1972年 |  |
| 国際連合人口基金         | UNFPA：United Nations Population Fund                  | 米国 ニューヨーク | Natalia Kanem        | 1969年 |  |
| 国際連合人間居住計画     | UN-HABITAT：United Nations Human Settlements Programme | ケニア ナイロビ   | Maimunah Mohd Sharif | 1978年 |  |
| 国際連合ボランティア計画 | UNV：United Nations Volunteers                         | ドイツ ボン       | Richard Dictus       | 1978年 |  |

### 調査・訓練/研究所
- 国際連合軍縮研究所

United Nations Institute for Disarmament Research (UNIDIR)
- 国際連合訓練調査研究所

United Nations Institute for Training and Research (UNITAR)
- 国連地域間犯罪司法研究所

United Nations Interregional Crime and Justice Research Institute (UNICRI)
- 国連社会開発研究所

United Nations Research Institute for Social Development (UNRISD)
- 国連システム職員学校

United Nations System Staff College (UNSSC)
- 国際連合大学

United Nations University (UNU)

### 条約事務局
国際連合で採択された各条約（Convention）の事務局（secretariat）また条約に基づく組織として以下がある。
- 障害者の権利に関する条約（Convention on the Rights of Persons with Disabilities）
- 国連砂漠化対処条約（United Nations Convention to Combat Desertification：UNCCD）
- 気候変動に関する国際連合枠組条約（United Nations Framework Convention on Climate Change：UNFCCC）
- 海洋法に関する国際連合条約（United Nations Convention on the Law of the Sea：UNCLOS）
  - 国際海底機構（International Seabed Authority：ISA）
  - 国際海洋法裁判所（International Tribunal for the Law of the Sea：ITLOS）

### その他
2010年に、国際連合婦人開発基金（UNIFEM）、経済社会局女性の地位向上部（DAW）、国際連合国際婦人調査訓練研修所（INSTRAW）、ジェンダー問題と女性の地位向上に関する事務総長特別顧問室（OSAGI）の4組織を統合して、新しく「UN Women（国際連合男女平等と女性権限付与の実現）」が設立された。
- 国際連合エイズ合同計画

Joint United Nations Programme on HIV/AIDS (UNAIDS)
- 国際貿易センター

International Trade Centre (ITC)
- 国際連合プロジェクトサービス機関

United Nations Office for Project Services (UNOPS)
- 国際連合貿易開発会議

United Nations Conference on Trade and Development (UNCTAD)
| 名称                                   |                                                                                       | 本部                              | 代表              | 設立   |  |
| -------------------------------------- | ------------------------------------------------------------------------------------- | --------------------------------- | ----------------- | ------ |  |
| 国際連合難民高等弁務官事務所           | UNHCR：United Nations High Commissioner for Refugees                                  | スイス ジュネーブ                 | Filippo Grandi    | 1951年 |  |
| 国際連合男女平等と女性権限付与の実現   | UN Women：United Nations Entity for Gender Equality and the Empowerment of Women      | 米国 ニューヨーク                 | Sima Sami Bahous  | 2010年 |  |
| 国際連合近東パレスチナ難民救済事業機関 | UNRWA：United Nations Relief and Works Agency for Palestine Refugees in the Near East | パレスチナ ガザ ヨルダン アンマン | Pierre Krähenbühl | 1949年 |  |

## 専門機関
国際連合の専門機関（Specialized agency）は、国際連合憲章第57条に定義され、経済、社会、文化、教育、保健などの分野で広い国際的責任を有する国際機関のうち、国際連合と連携関係をもつものとされている。第63条では、経済社会理事会は、専門機関との間で連携関係についての条件を定める協定を締結することができるとしている。この協定を「連携協定」と呼んで、これを結んだ機関が厳密な意味での「専門機関」である。専門機関には、国際連合よりも古い歴史を持つものがあり、例えば、国際労働機関（ILO）は、1919年に国際連盟と同時に設立されて国際連合の発足後に連携協定を結んで専門機関となった。個々の専門機関に関する条約を批准することにより国際連合非加盟国であっても専門機関には参加できる。
- 国際連合食糧農業機関（FAO）
- 国際民間航空機関（ICAO）
- 国際農業開発基金（IFAD）
- 国際労働機関（ILO）
- 国際通貨基金（IMF）
- 国際海事機関（IMO）
- 国際電気通信連合（ITU）
- 国際連合地域開発センター（UNCRD）
- 国際連合工業開発機関（UNIDO）
- 国際連合教育科学文化機関（UNESCO）
- 世界観光機関（UNWTO）
- 万国郵便連合（UPU）
- 世界銀行（WB）グループ
  - 国際復興開発銀行（IBRD）
  - 国際投資紛争解決センター（ICSID）
  - 国際開発協会（IDA）
  - 国際金融公社（IFC）
  - 多国間投資保証機関（MIGA）
- 世界保健機関（WHO）
- 世界知的所有権機関（WIPO）
- 世界気象機関（WMO）

## 関連機関
国際連合の関連機関（Related organization）とは、国際連合との間で連携協定を結んでいないが、総会、安全保障理事会または経済社会理事会への報告を行うなど、国際連合と密接な関係にある国際機関である。

### 国際移住機関
国際移住機関（International Organization for Migration：IOM）とは、世界的な移住問題を専門に扱う国際機関。本部はスイスのジュネーヴ。

### 包括的核実験禁止条約機構準備委員会
包括的核実験禁止条約機構準備委員会（Comprehensive Nuclear-Test-Ban Treaty Organization Preparatory Commission：CTBTO PrepCom）とは、包括的核実験禁止条約の発効予定組織。本部はオーストリアのウィーン。

### 国際原子力機関
国際原子力機関（International Atomic Energy Agency：IAEA）とは、原子力の平和利用と監視を行う国際機関。本部はオーストリアのウィーン。

### 化学兵器禁止機関
化学兵器禁止機関（Organization for the Prohibition of Chemical Weapons：OPCW）とは、化学兵器の禁止と拡散防止活動を目的とする国際機関。本部はオランダのハーグ。

### 世界貿易機関
- 世界貿易機関（World Trade Organization：WTO）とは、自由貿易促進を主たる目的として創設された国際機関。常設事務局はスイスのジュネーブ。

## 最高責任者調整会議・上級管理集団
- 最高責任者調整会議（Chief Executives' Board for Coordination：CEB）

国連システムにおける最高調整会議。
- 上級管理集団（Senior Management Group：SMG）

1997年に設置された事務総長以下の政策会議。